# 勒热德博略
勒热德博略（法語：Rejet-de-Beaulieu，法語發音：[ʁəʒɛ də boljø]）是法国上法蘭西大區北部省的一个市镇，属于康布雷区。

## 地理
勒热德博略（50°2'32"N, 3°37'54"E）面积6.35 平方千米，位于法国上法蘭西大區北部省，该省份为法国最北部的省份及最长的省份，西北濒北海，西接加来海峡省，南至埃纳省和索姆省，东与比利时接壤。
与勒热德博略接壤的市镇（或旧市镇、城区）包括：费米-勒萨尔、瓦西、桑布尔河畔卡蒂永、马赞吉安。

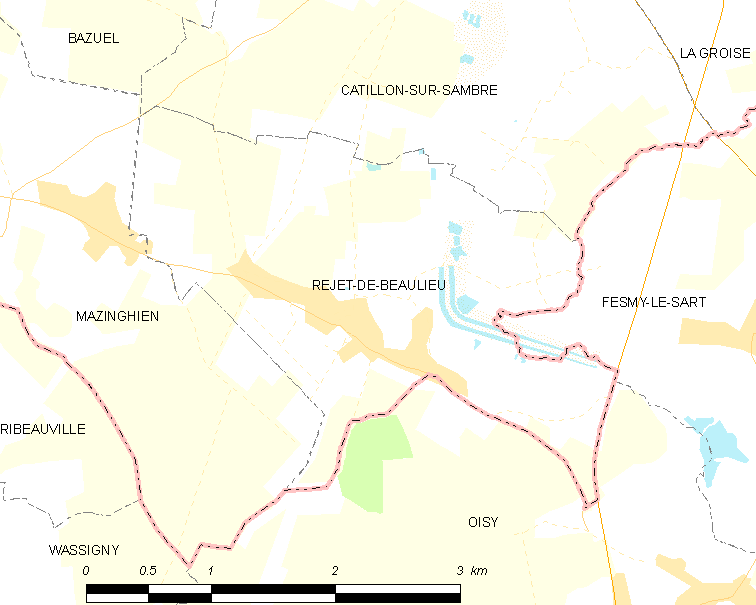
勒热德博略的OSM定位图

勒热德博略的时区为UTC+01:00、UTC+02:00（夏令时）。

## 行政
勒热德博略的邮政编码为59360，INSEE市镇编码为59496。

## 政治
勒热德博略所属的省级选区为勒卡托康布雷西县。

## 人口

1962-2008年间勒热德博略人口变化图示

勒热德博略于2022年1月1日时的人口数量为227人。